# Carcinarctia rufa
Carcinarctia rufa är en fjärilsart som beskrevs av James John Joicey och Talbot 1921. Carcinarctia rufa ingår i släktet Carcinarctia och familjen björnspinnare. Inga underarter finns listade i Catalogue of Life.